# Phanariotes (Roumanie)
 (septembre 2022).
Les Phanariotes désignent dans un premier temps, en Roumanie, l'ensemble des familles aristocratiques orthodoxes qui avaient occupé des postes dans la haute administration de l'empire byzantin et qui se sont mises, après la prise de Constantinople par les Ottomans en 1453, sous la protection du Patriarcat œcuménique de Constantinople, dans le quartier de Phanar à Istanbul. 
Par la suite, certaines d'entre elles furent nommées par la Sublime porte pour régner sur les principautés de Moldavie et de Valachie; communément appelées les principautés danubiennes. Cette période, appelée aujourd'hui en Roumanie « l'ère phanariote » ou le « siècle phanariote », s'étale de 1701 à 1821. Plus tard, ce terme désignera également les familles de boyards et les familles princières roumaines qui ont été hellénisées.
Contrairement à l'idée reçue, les familles phanariotes n'appartiennent pas à un seul pays, par leur origine, elles appartiennent: à l'Albanie pour la famille Ghica, à la Moldavie pour la famille Callimachi, à la Valachie pour la famille Stourdza ou encore de Dalmatie pour la famille Caradja. Le nom de « phanariote » n'implique donc pas une même origine ou une même nationalité, il s'applique seulement aux familles orthodoxes les plus puissantes de l'empire ottoman, à quelque nationalité qu'elles aient originairement appartenu.

## Histoire
En Moldavie et en Valachie, les princes nommés par la Porte, considérés d'ordinaire comme des exploiteurs effrénés du peuple roumain, ont pratiqué dans une certaine mesure le despotisme éclairé. En dépit de la résistance des boïars et parce que c'était l'intérêt de l'État, les Phanariotes ont supprimé le servage. Mais ils ont conservé le régime de la corvée fournie au maître du domaine : douze jours par an en 1756, puis, en vertu du code Ypsilanti de 1780 en Valachie, possibilités d'adoucissement par conventions particulières entre boïars et paysans. Aggravation en 1818 par le code Caradgea et introduction du travail à la tâche, le commerce des grains devenant une importante ressource. Aggravation analogue en Moldavie en 1766, 1767, 1777. Quand les paysans deviennent menaçants, les princes se font «humanitaires», mais ils conservent soigneusement le régime seigneurial. Leur politique est réaliste et cherche avant tout à augmenter le revenu de l'État, tout en évitant le risque d'émigration paysanne et de révolution. 

## Titre de prince

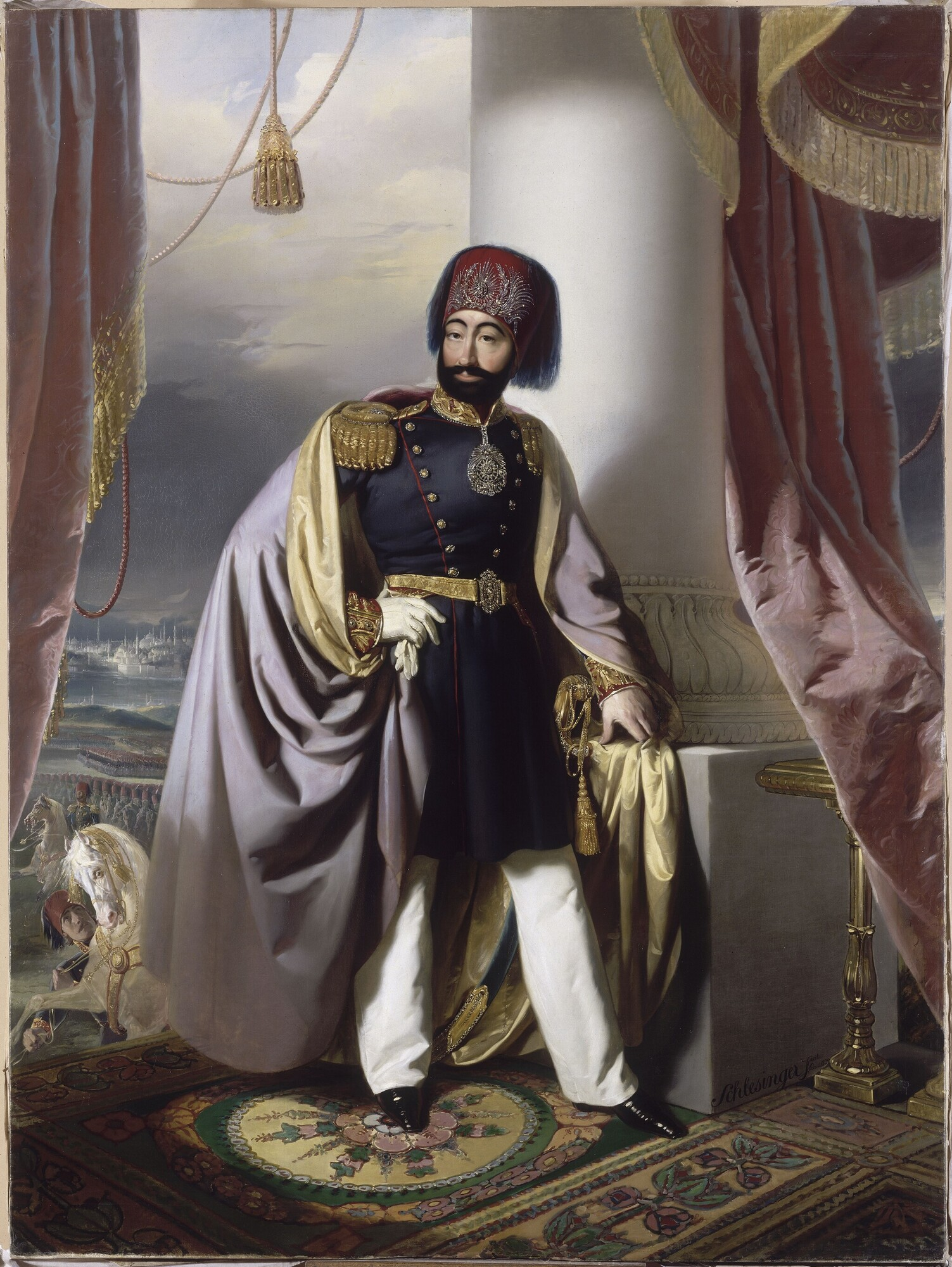
Sultan Mahmoud II de 1808-1839

Depuis la nouvelle Constitution libérale qui régit la Roumanie en 1881, il a souvent été discuté de savoir jusqu'à quel point les titres de Prince de Moldavie ou de Valachie, accordés par le Sultan aux familles phanariotes, peuvent être considérés comme des vrais titres et si les descendants de ces princes peuvent les porter, à l'instar des descendants des familles impériales de Byzance. Si les Turcs ne connaissaient pas le titre de prince, il y a néanmoins des exemples indiscutables: la famille Aristarchi à laquelle le Sultan Abdülaziz a reconnu officiellement l'hérédité du titre de prince et celui de la famille Ghica à laquelle le Sultan Mahmoud II accorda en 1825 l'hérédité du titre de prince de Valachie. Quelque appellation que les Turcs aient donnée aux princes de Moldavie ou de Valachie, il n'est pas moins vrai que ceux-ci étaient des vrais princes de jure et de facto.
De jure, parce que, bien avant la conquête ottomane, les deux principautés danubiennes avaient leurs princes souverains et indépendants. D'après les coutumes de ces pays, le prince était élu, ou plutôt acclamé, par les boyards ou barons du pays. Les boyards du pays étaient divisés en plusieurs classes et jouissaient aussi de différents privilèges, l'exemption de tout impôt etc. Cette noblesse était très ancienne, ayant existé pour le moins aussi longtemps que les principautés elles-mêmes. Ils occupaient, naturellement, toutes les grandes charges de la Cour et de l'Etat.
De facto car les princes phanariotes jouissaient de toutes les prérogatives de la souveraineté absolue. Ils étaient officiellement, et avec grande pompe, sacrés et oint Princes par le Patriarcat de Constantinople. Ces princes avaient le droit à l'appellation de «Altesse Sérénissime», leurs épouses et enfants à celle de «Altesse Illustrissime». Ils tenaient une brillante Cour, ils avaient une armée indigène, faisaient la guerre et la paix avec les pays voisins, promulguaient des lois, avaient le droit de vie et de mort sur leurs sujets et ils étaient représentés à Constantinople par une vraie représentation diplomatique. 

### Phanariotes roumains
- Maison Callimachi
- Scarlat II Callimachi
- Alexandru Ier Callimachi
- Grigore Ier Callimachi
- Maison Cantacuzène
- Șerban Ier Cantacuzène
- Ștefan II Cantacuzène
- Constantin Ier Cantacuzène
- Maison Caradja
- Nicolae IV Caradja
- Ioan II Caradja
- Maison Ghica
- Gheorghe Ier Ghica
- Grigore Ier Ghica
- Grigore II Ghica
- Matei Ier Ghica
- Scarlat Ier Ghica
- Alexandru Ier Ghica
- Grigore III Ghica
- Grigore IV Ghica
- Alexandru II Ghica
- Grigore V Ghica
- Maison Hangerli
- Alexandru Ier Hangerli
- Maison Mavrocordato
- Nicolae III Mavrocordato
- Ioan Ier Mavrocordato
- Ioan II Mavrocordato
- Constantin III Mavrocordato
- Alexandru Ier Mavrocordato
- Alexandru II Mavrocordato
- Maison Mourousi
- Constantin Ier Mourousi 
- Alexandru Ier Mourousi
- Maison Racoviță
- Mihai III Racoviță
- Constantin IV Racoviță
- Ștefan III Racoviță
- Maison Ruset
- Manole Ier Ruset
- Maison Suțu
- Mihail Ier Suțu
- Alexandru IX Șuțu
- Mihail II Șuțu
- Maison Ypsilántis
- Alexandru VII Ypsilántis
- Constantin VI Ypsilántis